# José de Estachería
José Juan Estachería Hernández (Blancas, 26 de diciembre de 1729 – Barcelona, 1808) fue un militar español del siglo XVIII, que llegó a ser capitán general de Guatemala.

## Biografía
Nacido en Blancas (Reino de Aragón, España), fue el segundo hijo de Francisco Estachería Simón y Dorotea Hernández. Su hermano mayor fue Francisco Estachería Hernández, militar que probablemente influyó en la decisión de carrera de José.
Como soldado raso, fue parte del Regimiento de Infantería «Soria» y sirvió desde 1745 en el teatro italiano de la guerra de sucesión austríaca en Lombardía y Nápoles. Tras la guerra sirvió en la guarnición de Ceuta, siendo ascendido sucesivamente hasta llegar al rango de capitán. Desde 1774 estuvo destinado en el Regimiento de Saboya, participando en la invasión española de Argel de 1775.
Posteriormente cruzó el Atlántico, sirviendo en el Batallón Fijo de Guatemala durante la guerra anglo-española de 1779-1783 y siendo ascendido a coronel por su papel en la captura de la fortaleza de San Fernando. Tras varios destinos más en Guatemala, fue nombrado gobernador de Nicaragua en 1782. En 1783 reemplazó a su antiguo superior Matías de Gálvez como Capitán General de Guatemala. Su gobierno se caracterizó por un carácter ilustrado, con las primeras excavaciones de restos mayas en Palenque, iniciativas de colonización en el cabo Gracias a Dios, cerca de la zona disputada con los ingleses, promoción de la industria local y la introducción del sistema de intendencias de las reformas borbónicas en la Capitanía. Se recuerda igualmente la construcción de la llamada fuente de Carlos III en la Plaza Mayor de Ciudad de Guatemala.
José Estachería abandonó América en 1789 y regresó a España, donde se casó con María Cuéllar y Prat al año siguiente. Durante las Guerras Revolucionarias Francesas tuvo una serie de destinos como gobernador en Pamplona, Cádiz, Alicante y Barcelona, alcanzando el rango de teniente general. Murió en esta última ciudad c. 1808.